# Jacqueline Cako
Jacqueline Cako (* 30. August 1991 in Brier) ist eine ehemalige US-amerikanische Tennisspielerin.

## Karriere
Cako spielt überwiegend auf Turnieren des ITF Women’s Circuit, bei denen sie bereits zwei Titel im Einzel und 12 im Doppel gewinnen konnte. Ihre besten Weltranglistenpositionen erreichte sie mit den Plätzen 172 im Einzel und 87 im Doppel.
Beim Mixed-Wettbewerb der US Open ging sie  dank einer Wildcard mit Joel Kielbowicz an den Start, scheiterte aber bereits in Runde ein. Ebenso erging es ihr dort 2016 im Doppel.

## Turniersiege

### Einzel
| Nr. | Datum            | Turnier   | Kategorie   | Belag     | Finalgegnerin     | Ergebnis      |
| --- | ---------------- | --------- | ----------- | --------- | ----------------- | ------------- |
| 1.  | 12. Oktober 2008 | Southlake | ITF $10.000 | Hartplatz | Ashley Weinhold   | 6:3, 4:6, 6:3 |
| 2.  | 28. Juni 2009    | Wichita   | ITF $10.000 | Hartplatz | Courtney Dolehide | 6:2, 6:3      |

### Doppel
| Nr. | Datum              | Turnier       | Kategorie    | Belag     | Partnerin              | Finalgegnerin                           | Ergebnis          |
| --- | ------------------ | ------------- | ------------ | --------- | ---------------------- | --------------------------------------- | ----------------- |
| 1.  | 7. Juni 2009       | Hilton Head   | ITF $10.000  | Hartplatz | Alison Riske           | Natalie Pluskota Caitlin Whoriskey      | 6:3, 3:6, [10:6]  |
| 2.  | 6. Juni 2010       | Hilton Head   | ITF $10.000  | Hartplatz | Erica Krisan           | Brooke Bolender Lauren Herring          | 6:1, 6:4          |
| 3.  | 17. Juni 2012      | Bethany Beach | ITF $10.000  | Sand      | Sanaz Marand           | Anastassia Kharchenko Nika Kukhartschuk | 6:1, 6:2          |
| 4.  | 16. September 2012 | Redding       | ITF $25.000  | Hartplatz | Sanaz Marand           | Macall Harkins Hsu Chieh-yu             | 7:65, 7:5         |
| 5.  | 21. Oktober 2012   | Rock Hill     | ITF $25.000  | Hartplatz | Natalie Pluskota       | Hsu Chieh-yu Chiara Scholl              | 6:2, 6:3          |
| 6.  | 11. November 2012  | Phoenix       | ITF $75.000  | Hartplatz | Natalie Pluskota       | Eugenie Bouchard Ulrikke Eikeri         | 6:3, 2:6, [10:4]  |
| 7.  | 22. Februar 2015   | Surprise      | ITF $25.000  | Hartplatz | Kaitlyn Christian      | Johanna Konta Maria Sanchez             | 6:4, 5:7, [10:7]  |
| 8.  | 21. Februar 2016   | Surprise      | ITF $25.000  | Hartplatz | Danielle Lao           | Emina Bektas Sarah Lee                  | 6:2, 4:6, [10:8]  |
| 9.  | 4. November 2016   | Chenzhou      | ITF $25.000  | Hartplatz | Aleksandrina Najdenowa | Angelina Gabujewa Sopia Schapatawa      | 3:6, 6:4, [10:6]  |
| 10. | 21. Oktober 2017   | Suzhou        | ITF $60.000  | Hartplatz | Nina Stojanović        | Eri Hozumi Miyu Katō                    | 2:6, 7:5, [10:2]  |
| 11. | 11. November 2017  | Shenzhen      | ITF $100.000 | Hartplatz | Nina Stojanović        | Shūko Aoyama Yang Zhaoxuan              | 6:4, 6:2          |
| 12. | 12. Oktober 2019   | Claremont     | ITF $25.000  | Hartplatz | Angelina Gabujewa      | Hind Abdelouahid Alyssa Tobita          | 6:3, 6:74, [10:4] |